# Pieter Stemmet
Pour les articles homonymes, voir Stemmet.

a Compétitions nationales et continentales officielles uniquement.

Dernière mise à jour le 9 juillet 2024.
Pieter Stemmet, né le 18 février 1992, est un joueur sud-africain de rugby à XV qui évolue au poste de pilier.

## Biographie
Natif de Paarl, Pieter Stemmet évolue avec différents clubs sud-africains, successivement la Western Province, la Eastern Province, les Eagles, participant entre autres à la Vodacom Cup ainsi qu'à la First Division de la Currie Cup. Prêté aux Pumas dans le cadre de la saison 2014 (en) de Premier Division de Currie Cup, il n'est néanmoins pas aligné durant la compétition. Après un retour au sein de la Eastern Province, il dispute la saison 2016 (en) de Premier Division,.
Il évolue lors de la saison 2016-2017 au sein du club roumain des Timișoara Saracens, qui sera sacré champion au terme de la compétition.
Après un bref retour en Afrique du Sud, Stemmet retourne en Europe et se dirige cette fois vers la France, intégrant l'équipe du SA Trélissac en Fédérale 1, tout d'abord en tant que joker médical. Dès sa première saison, il atteint avec le club dordognot la finale du trophée Jean-Prat. Il prolonge son contrat à l'intersaison 2019.
Après une saison 2019-2020 interrompue par la pandémie de Covid-19, Stemmet signe avec le RC Drancy pour l'exercice suivant, toujours en Fédérale 1,. Néanmoins, la Fédérale 1 est à nouveau suspendue par la situation sanitaire, à partir du mois de novembre.
Alors que la compétition est toujours à l'arrêt, il est recruté à la mi-février 2021 par l'US Dax en tant que joker médical, club de Nationale dont l'activité sportive a depuis repris son cours. Il signe ensuite un nouveau contrat pour une année complète.
Après une saison et demie dans les Landes, il rejoint le CA Lannemezan, club qualifié pour la saison inaugurale de Nationale 2.
En 2024, il s'engage avec le RC Orléans tout juste promu en Nationale 2, signant un contrat de deux saisons.

## Palmarès
- Championnat de Roumanie :
  - Champion : 2017 avec les Timișoara Saracens.
- Championnat de France de 1re division fédérale :
  - Finaliste du trophée Jean-Prat : 2018 avec le SA Trélissac.